# Скопін
Скопі́н (рос. Скопин) — місто, адміністративний центр Скопінського району Рязанської області Росії. Населення — 30 374 осіб

## Відомі уродженці
- Афіногенов Олександр Миколайович — російський радянський драматург.
- Бірюзов Сергій Семенович (1904—1964) — радянський військовий діяч.
- Макаров Павло Васильович — ад'ютант генерала-полковника Добровольчої армії В. З. Май-Маєвського, прообраз розвідника штабс-капітана П. А. Кольцова — головного героя багатосерійного фільму «Ад'ютант його високоповажності».